# Intex Osaka
De Intex Osaka (インテックス大阪, Intekkusu Ōsaka,  Intex staat voor for "International Exhibithion Center") is een Japans evenementencomplex in Suminoe-ku in de Japanse stad Osaka. Met ongeveer 72.978 vierkante meter beschikbaar voor exposities is de Intex de op drie na grootste evenementenhal in Japan. Enkel de Tokyo Big Sight en de Makuhari Messe zijn groter. Het wordt gebruikt voor handelsbeurzen, congressen en andere grootschalige bijeenkomsten.

## Faciliteiten

### Overzicht
De meest kenmerkende eigenschap van de Intex Osaka is de unieke architectuur van het 30,5m hoge gebouw dat het Intex Plaze overkoepeld. Dit gebouw staat op pilaren en is volledig open aan de zijkanten. Het centrum heeft een totale vloeroppervlakte van 132.709 m². De Intex is verdeeld in zes gebieden, elk met hun eigen faciliteiten.
- Omvang van het gebied  : 128.986m²
- Vloeroppervlakte : 132.709m²
  - Oppervlakte beschikbaar voor exposities : 72.978m² (Op twee na grootste van Japan)

## Hoofdevenementen
- Osaka Auto Messe
- Osaka Motor Show
- Pokémon Festa
- Dōjinshi Sokubaikai